# Endless War
Endless War è il primo album discografico del gruppo musicale statunitense Realm, pubblicato nel 1988 dall'etichetta discografica Roadrunner Records.

## Il disco
Il disco venne pubblicato in seguito ai demo Perceptive Incentive e Final Solution usciti nel corso dei tre anni precedenti, e include le nuove versioni di Second Coming, All Heads Will Turn to the Hunt e Poisoned Minds provenienti dalle queste prime due registrazioni. L'album contiene anche la cover di Eleanor Rigby dei Beatles da cui venne tratto un singolo e che, all'epoca, era già nota tra i fan della band perché eseguita in alcune delle loro prime esibizioni dal vivo.
Con questa uscita il gruppo propose uno stile a cavallo tra lo speed metal e il technical thrash, similmente ai Toxik, e ricevette buone recensioni da parte della critica specializzata, come ad esempio sulla rivista Metal Hammer tedesca dove ottenne un giudizio di sei punti su sette.

Le composizioni mettono in evidenza le doti esecutive dei musicisti e sono caratterizzate da arrangiamenti intricati; i riff sono impetuosi ed elaborati e vengono alternati ad assoli di chitarra repentini ed ottimamente eseguiti. Anche il cantante fornisce una prestazione di alto livello, denotando una grande estensione vocale e sfociando sovente in acuti.
Il CD venne ristampato in digipack, a tiratura limitata di 2000 copie, dalla Metal Mind Productions nel 2006 con l'aggiunta della traccia bonus Theseus and the Minotaur proveniente dal secondo demo della band.

## Tracce
1. Endless War – 3:25 (Kinis, Laganowski)
2. Slay the Oppressor – 3:38 (Laganowski, Antoni, Kinis)
3. Eminence – 5:22 (Laganowski, Antoni, Kinis, Olson)
4. Fate's Wind – 3:40 (Antoni, Kinis, Laganowski)
5. Root of Evil – 5:05 (Realm)
6. Eleanor Rigby (cover dei The Beatles) – 1:58 (Lennon, Mc Cartney)
7. This House Is Burning – 2:21 (Antoni, Laganowski, Kinis)
8. Second Coming – 4:31 (Parker, Kinis, Laganowski)
9. All Heads Will Turn to the Hunt – 4:22 (Parker, Laganowski, Kinis, Post)
10. Mang – 0:46 (Kinis)
11. Poisoned Minds – 4:15 (Kinis, Laganowski, Post)

Traccia bonus CD 2006
1. Theseus and the Minotaur – 4:19 (Antoni, Kinis, Laganowski)

## Formazione
- Mark Antoni – voce
- Paul Laganowski – chitarra
- Takis Kinis – chitarra
- Steve Post – basso
- Mike Olson – batteria